# Museo Pedro de Osma
El Museo Pedro de Osma es un museo histórico, ubicado en el Distrito de Barranco, Lima, Perú. Administrado por la Fundación Pedro y Angélica de Osma Gildemeister, el museo fue fundado oficialmente en 1987, albergando en la Casa de Osma la colección de arte virreinal perteneciente a don Pedro de Osma Gildemeister.

## Historia
El Museo Pedro de Osma se creó a partir de la colección del filántropo don Pedro de Osma Gildemeister, quien tenía en su resguardo obras del patrimonio virreinal del Perú. Buena parte de su vida coleccionó objetos artísticos de los siglos XVI al XVIII, como: pinturas, esculturas, retablos, piezas de plata, tallas en piedra de Huamanga, muebles y objetos diversos procedentes de áreas de antigua tradición plástica andina —especialmente de Cusco y Ayacucho— que ubicó sin pretensiones de museo en los salones de su casa y que mostraba a sus invitados y visitantes.
En 1948, Pedro de Osma Gildemeister, hijo de Pedro de Osma y Pardo, empieza a mostrar su colección privada en la Casa de Osma. La mansión mandada a construir en estilo francés por su padre en 1906, fue diseñada por Santiago Basurco como residencia de verano de la familia De Osma, dado que Barranco era en ese entonces el lugar de veraneo de la oligarquía limeña. Después de la muerte de la viuda de Pedro de Osma y Pardo, sus hijos, Pedro y Angélica de Osma Gildemeister, adquirieron la propiedad. 
Pedro de Osma Gildemeister fallece en 1967, legando la propiedad a su hermana Angélica y, tras el Terremoto de Lima de 1974, se cancelan las visitas a la Colección. En 1980, la Casa de Osma es declarada Monumento Nacional y, para 1981, se inician los proyectos de restauración encargados a Eugenio Nicolini.
En 1987, la Colección es reabierta al público como Museo Pedro de Osma y, en el 2004, pasa a ser administrado por la Fundación Pedro y Angélica de Osma Gildemeister.
El 17 de marzo de 2018, se celebró una gran fiesta de largo que puso el broche de oro a la boda de Alessandra de Osma Foy y el príncipe Cristián de Hannover.

## Colección
La colección alberga principalmente arte virreinal de los siglos XVI, XVII y XVIII, además de arte peruano del siglo XIX:
- Las colecciones de pintura y escultura están compuestas por ocho salas, entre las que destacan la Sala de Ángeles y Arcángeles, que alberga cuadros y retratos de ángeles arcabuceros, la Sala de Esculturas, que alberga diversas esculturas religiosas, las salas Cusco XVII y Cusco XVIII, que albergan obras de la Escuela cusqueña, y la Sala de Retratos, que alberga una gran colección de retratos de reyes españoles pintados por maestros locales.

- La colección de mobiliario alberga algunos muebles como armarios, consolas o bargueños de la época virreinal y republicana.

- La colección de platería albergada en la Sala de Platería es uno de los atractivos del museo, compuesta por reliquias, instrumentos religiosos, utensilios, joyería y armas de plata.

También contiene colecciones de textiles, libros, monedas y grabados.